# Oslobođenje
Oslobođenje (en català: Alliberament) és un dels diaris més populars de Sarajevo (Bòsnia i Hercegovina).
Va ser fundat el 30 d'agost de 1943 a la ciutat de Donja Trnova, població situada prop d'Ugljevik, com un periòdic anti-nazi durant la Segona Guerra Mundial.

## Activitat durant la guerra
Durant la guerra de Bòsnia (1992-1955) i el setge de Sarajevo (1992-1996) els redactors i la direcció del diari van treballar des d'un improvisat despatx en un refugi contra els bombardejos, després que la desena planta on es trobava la redacció va ser destruïda en ser considerat un objectiu en el conflicte. Durant la guerra van morir cinc dels seus periodistes i uns altres vint-i-cinc membres van resultar ferits.
Durant la guerra, el seu equip format per bosnians, serbo-bosnians i bosnio-croats van aconseguir tirar endavant el periòdic tots els dies, excepte un.

## Reconeixement mundial
L'any 1993 va rebre el Premi Sàkharov per la Llibertat de Consciència concedit pel Parlament Europeu, un any en el qual els seus editors, Kemal Kurspahić i Gordana Knezević, foren nomenats Editors de l'Any per la World Press Review, per la seva «tenacitat i dedicació als principis del periodisme». Aquell mateix any també va ser guardonat amb el Premi Internacional Alfonso Comín, juntament amb la ciutat de Tuzla